# Gianico
Gianico là một đô thị trong tỉnh tỉnh Brescia thuộc vùng Lombardia, Ý. Đô thị này có diện tích 13 km², dân số 1924 người. Các đô thị giáp ranh gồm: Artogne, Bovegno, Darfo Boario Terme, Esine.